# Östtysklands herrlandslag i handboll
Östtysklands herrlandslag i handboll representerade Östtyskland i handboll på herrsidan. I samband med Östtysklands uppgång i Förbundsrepubliken Tyskland den 3 oktober 1990 upphörde laget liksom Östtyskland att existera.
Den 30 juli 1980 blev laget olympiska mästare genom att besegra Sovjetunionen med 23–22 i finalen i Moskva.

## Meriter

### Inomhus-VM
- VM-silver 1954 (gemensamt tyskt lag), 1970 och 1974
- VM-brons 1958 (gemensamt tyskt lag), 1978, 1986

#### Utomhus-VM
- VM-guld 1959 (gemensamt tyskt lag), 1963
- VM-silver 1966

### OS
- OS-guld 1980